# Шевченко (Вольнянский район)
Шевченко (укр. Шевченка) — село,
Терновский сельский совет,
Вольнянский район,
Запорожская область,
Украина.
Код КОАТУУ — 2321587305. Население по переписи 2001 года составляло 98 человек.

## Географическое положение
Село Шевченко находится на левом берегу реки Плоская Осокоровка, которая через 4 км впадает в реку Днепр, 
ниже по течению на расстоянии в 3,5 км расположено село Терновка,
на противоположном берегу — село Вороново (Синельниковский район).